# South Fork Goodpaster River
Der South Fork Goodpaster River ist ein etwa 107 Kilometer langer linker Nebenfluss des Goodpaster River im Interior des US-Bundesstaats Alaska.

## Verlauf
Der South Fork Goodpaster River entspringt in den Mertie Mountains, Teil des Yukon-Tanana-Hochlands. Das Quellgebiet befindet sich 42 km ostnordöstlich von Healy Lake auf einer Höhe von etwa 1290 m. Der South Fork Goodpaster River fließt in überwiegend westlicher Richtung. Dabei bildet er entlang seines Flusslaufs zahlreiche enge Flussschlingen aus. Er mündet schließlich 30 km nordöstlich von Delta Junction auf einer Höhe von 323 m in den Unterlauf des Goodpaster River, etwa 50 km oberhalb dessen Mündung in den Tanana River.

## Einzugsgebiet
Der South Fork Goodpaster River entwässert ein 953 km² großes Areal. Das Einzugsgebiet des South Fork Goodpaster River grenzt im Norden an das des oberstrom gelegenen Goodpaster River, im Osten und im Südosten an das des Healy River sowie im Süden an das des Volkmar River.

## Name
Der lokale Flussname wurde 1907 von D. C. Witherspoon vom U.S. Geological Survey (USGS) gemeldet.